# Clastobryum indicum
Clastobryum indicum là một loài Rêu trong họ Sematophyllaceae. Loài này được (Dozy & Molk.) Dozy & Molk. mô tả khoa học đầu tiên năm 1845.